# Fragmento de Okazaki
Um fragmento de Okazaki é um relativamente pequeno fragmento de DNA (com um primer de RNA no termino 5') criado na cadeia atrasada durante a replicação do DNA. Os comprimentos dos fragmentos de Okazaki são entre 1.000 a 2.000 nucleótidos de comprimento em E. coli e entre 100 a 200 em eucariontes. Foram originalmente descobertos por Reiji Okazaki, Tsuneko Okazaki, e colegas, enquanto estudavam a replicação do ADN de bacteriófagos em Escherichia coli.
Durante a replicação do DNA, a dupla hélice é desenrolada e as fitas originais são separadas pela enzima DNA helicase, criando o que é conhecido como forquilha de replicação do DNA.[carece de fontes?] Após a criação dessa forquilha, a DNA primase e, em seguida, a DNA polimerase começam a atuar para criar uma nova cadeia complementar.[carece de fontes?] Como essas enzimas só podem funcionar na direção 5'->3', as duas fitas molde desenroladas são replicadas de maneiras diferentes. Uma fita, a fita líder, passa por um processo de replicação contínua, já que sua orientação tem direcionalidade 5'->3', permitindo que a polimerase que monta a fita líder siga a forquilha de replicação sem interrupção. A fita tardia, no entanto, não pode ser criada de maneira contínua porque sua orientação modelo possui direcionalidade 3'->5', o que significa que a polimerase deve trabalhar para trás a partir da forquilha de replicação. Isso causa interrupções periódicas no processo de criação da fita tardia.[carece de fontes?] A primase e a polimerase se movem na direção oposta da forquilha, de modo que as enzimas devem parar e recomeçar repetidamente enquanto a DNA helicase quebra as fitas. Uma vez que os fragmentos são produzidos, a DNA ligase os conecta em uma única fita contínua. Todo o processo de replicação é considerado semi-descontínuo, pois um dos novos filamentos é formado continuamente e o outro não.[carece de fontes?]

Replicação do ADN